# Rifugio Antonio Omio
Das Rifugio Antonio Omio (oft nur Rifugio Omio, auch Omiohütte genannt) ist eine alpine Schutzhütte der Società Escursionisti Milanesi (SEM) einer Sektion des Club Alpino Italiano (CAI). Die Hütte wird in der Regel von Juni bis September bewirtschaftet und bietet 30 Schlafplätze. Sie verfügt zudem über einen Winterraum mit neun Plätzen.

## Lage
Die Schutzhütte liegt in der italienischen Region Lombardei in den Bernina-Alpen. Sie wurde im oberen Valle dell’Oro innerhalb der Gemeinde Val Masino auf einer Höhe von 2100 m s.l.m. errichtet.

## Geschichte
Die 1937 erbaute Hütte ist dem an der Punta Rasica (3305 m) verunglückten Bergsteiger Antonio Olmo gewidmet. Olmo war einer von sechs Bergsteigern, die im September 1935 beim Abstieg von der Punta Rasica von Schlechtwetter überrascht wurden und erfroren. Der Bau wurde 1944 von den Deutschen und Truppen der faschistischen RSI in Brand gesetzt, nachdem sie der Resistenza als Stützpunkt gedient hatte. Sie wurde 1948 wieder aufgebaut. 1970 und 1997 wurde die Schutzhütte renoviert.

## Zugänge
- Von der Siedlung Bagni di Masino (1172 m) ⊙ in 2 Stunden 15 Minuten

## Übergänge und Nachbarhütten
- Gianettihütte (2534 m) ⊙ in 3 Stunden
- Rifugio Luigi Brasca (1304 m) ⊙ in 3½ bis 4 Stunden